# Rivière du Portage (Petit-Saguenay)
Pour les articles homonymes, voir Saguenay et Rivière du Portage.
La rivière du portage un affluent de la rive sud-ouest de la rivière Petit Saguenay coulant successivement dans les municipalités de L'Anse-Saint-Jean et de Petit-Saguenay, dans la municipalité régionale de comté (MRC) Le Fjord-du-Saguenay, dans la région administrative du Saguenay–Lac-Saint-Jean, au Québec, au Canada. La partie supérieure de cette rivière traverse la zec de l'Anse-Saint-Jean sur environ un kilomètre.
La partie inférieure de la vallée de la rivière du Portage est desservie indirectement par la route 170 qui passe à cet endroit sur la rive est de la rivière Petit Saguenay. La partie supérieure, surtout autour du Lac de la Rivière est desservie par le chemin du Portage. Quelques routes forestières secondaires desservent le reste de la vallée notamment dans la zec,.
La foresterie constitue la première activité économique du secteur ; les activités récréotouristiques, en second.
La surface de la rivière du Portage est habituellement gelée du début de décembre à la fin mars, toutefois la circulation sécuritaire sur la glace se fait généralement de la mi-décembre à la mi-mars.

## Géographie
Les principaux bassins versants voisins de la rivière du Portage sont :
- Côté Nord : rivière Petit Saguenay, rivière Saguenay ;
- Côté Est : rivière Petit Saguenay, rivière Saint-Athanase, rivière Saint-Étienne ;
- Côté Sud : ruisseau Dallaire, rivière Petit Saguenay ;
- Côté Ouest : rivière Saint-Jean.

La rivière du Portage est le principal tributaire de la rivière Petit Saguenay. Elle prend sa source du lac à Noël (longueur : 2,7 km ; altitude : 472 m) lequel est emmuré par des falaises de montagnes ; son embouchure est située au nord-est.
Ce plan d'eau de tête est situé entre les Mont à l'Ours (880 m) et Mont d'Orient (712 m), dans la partie sud de la Zec de l'Anse-Saint-Jean.
À partir de sa source, soit l'embouchure du lac à Noël, le cours de la rivière du Portage descend sur 42,5 km selon les segments suivants :
Partie supérieure de la rivière du Portage (segment de 19,1 km)
- 2,7 km vers le Nord, notamment en traversant le Lac Piat (longueur : 2,4 km ; altitude : 471 m) sur sa pleine longueur, jusqu'à son embouchure ;
- 1,9 km vers le Nord, notamment en traversant le Lac Huet (longueur : 0,6 km ; altitude : 429 m) sur sa pleine longueur, jusqu'à son embouchure ;
- 1,3 km vers le nord en formant une boucle vers le sud-est jusqu'à la décharge (venant de l'ouest) de quelques lacs de la zone du hameau "La Grande-Allée" ;
- 2,2 km vers le nord-est en formant une boucle vers le nord, et en recueillant la décharge (venant du sud) d'un lac, puis en traversant une zone de marais, jusqu'à un coude de rivière correspondant à un ruisseau (venant de l'est) ;
- 6,7 km vers le nord en débutant en zone de marais, relativement en ligne droite en traversant une longue série de rapides dans une vallée encaissée, jusqu'à un coude de rivière, correspondant à la décharge (venant du sud-ouest) du Lac de la Rivière ;
- 4,3 km vers le nord-est en serpentant dans une vallée encaissée, jusqu'à un coude de rivière ;

Partie inférieure de la rivière du Portage (segment de 23,4 km)
- 7,3 km vers l'est dans une vallée encaissée, jusqu'à un coude de rivière ;
- 2,3 km vers le nord-est dans une vallée encaissée, jusqu'au ruisseau Petite Poussière (venant de l'ouest) ;
- 5,5 km vers le nord-est dans une vallée encaissée, en recueillant la décharge (venant de l'ouest) d'un lac, puis en formant un petit crochet vers le nord en fin de segment, jusqu'à la décharge (venant de l'ouest) d'un lac ;
- 8,3 km vers le nord-est en serpentant dans une vallée qui s'évase vers sa partie inférieure jusqu'à son embouchure[4].

L'embouchure de la rivière du Portage se déverse sur la rive ouest de la rivière Petit Saguenay. Cette confluence est située à :
- 13,4 km au sud-est du centre du village de L'Anse-Saint-Jean ;
- 5,3 km au nord-ouest du centre du village de Petit-Saguenay ;
- 8,3 km au sud-est de la confluence de la rivière Petit Saguenay avec la rivière Saguenay ;
- 25,7 km à l'Ouest de Tadoussac.

## Toponymie
Dans la toponymie québécoise, neuf cours d'eau sont désignés "rivière du Portage". Ce toponyme fait référence au besoin de portage des embarcations (habituellement les canots) et le matériel pour passer un obstacle sur la rivière.
Le toponyme « Rivière du Portage » (Petit-Sagnenay) a été officialisé le 5 décembre 1968, à la Banque des noms de lieux de la Commission de toponymie du Québec.